# François Cevert
Albert François Cevert Goldenberg (25. února 1944 Paříž – 6. října 1973 Watkins Glen) byl francouzský automobilový závodník a pilot Formule 1, který tragicky zahynul při Grand Prix USA 1973.

## Rodina
Byl synem rusko-židovského emigranta Charlese Goldenberga (1901–1985), pařížského klenotníka a Huguette Cevertové. Otcovi rodiče z Ruska unikli před pronásledováním Židů za carské autokracie. Během druhé světové války se Goldenberg připojil k francouzskému odboji. Aby jeho rodina nevzbudila další pozornost, své děti na matrice registrovaly pod matčiným příjmením (Cevert).

## Kariéra
Když mu bylo 16 let zahájil svou motoristickou kariéru na motocyklech. Zpočátku závodil s matčiným skútrem Vespa. Po dokončení vojenské služby obrátil svou pozornost k automobilům. V roce 1966 absolvoval výcvikový kurz ve škole Le Mans, poté se zapsal do závodní školy Magny-Cours. Současně se zaregistroval do stipendijní soutěže Volant Shell.
Když Johnny Servoz-Gavin v roce 1970 po Grand Prix Monaka náhle ukončil kariéru ve Formuli 1, hledala stáj Tyrrell rychle náhradu a tak oslovila Ceverta, aby se stal druhým jezdcem stáje, vedle obhájce titulu mistra světa Jackie Stewarta, s nímž se během následujících čtyř sezón spřátelil a stal se jeho oddaným chráněncem. Svůj první bod v mistrovství světa získal šestým místem v Grand Prix Itálie 1970 na okruhu v Monze.
V roce 1971, kdy stáj Tyrrell stavěla vlastní vozy, skončil na druhém místě v Grand Prix Francie a Grand Prix Německa, vždy za týmovým kolegou Jackie Stewartem. V posledním závodě sezóny Grand Prix USA na nově rozšířeném závodním okruhu Watkins Glen získal své první a jediné vítězství ve Formuli 1. Po Maurice Trintignantovi byl teprve druhým Francouzem, který vyhrál Velkou cenu Mistrovství světa formule 1. Byl to vrchol jeho kariéry, pomohl mu obsadit třetí místo v Mistrovství světa jezdců F1 za Jackie Stewartem a Ronnie Petersonem. V roce 1972 se velká očekávání pro Ceverta, Stewarta a Tyrrella nesplnila, Cevert skončil na bodovaných místech jen třikrát, s druhými místy v Grand Prix Belgie a Grand Prix USA a čtvrtým místem v domácím závodě Grand Prix Francie na okruhu Clermont-Ferrand. Světlým bodem v neuspokojivém roce pro něho bylo jeho druhé místo v závodě 24 hodin Le Mans, kde jel s vozem Matra-Simca 670 s novozélandským závodníkem Howdenem Ganleyem.
V roce 1973 se tým Tyrrell ve Formuli 1 opět dostal na špici a Cevert ukázal, že je schopen držet krok se stájovou jedničkou Jackie Stewartem téměř v každém závodě. Šestkrát skončil druhý, třikrát za Jackie Stewartem, který uznal, že Cevert pro něho plnil službu stájové dvojky. Když Jackie Stewart začal mít pocit, že se svými řidičskými schopnostmi Cevert na něho dotahuje, plánoval po posledním závodě sezóny ve Spojených státech amerických ukončit kariéru. Pro sezónu 1974 by byl pak Cevert jedničkou ve stáji Tyrrell.

## Smrt
V Grand Prix USA , v níž si Jackie Stewart zajistil již svůj třetí titul mistra světa F1, během sobotní ranní kvalifikace, kdy Cevert bojoval o pole position s Ronnie Petersonem došlo k havárii. V rychlé pravolevé zatáčce zvané „The Esses“, jeho vůz nejprve mírně vybočil ze směru jízdy a ocitl se blízko levé strany tratě, kde narazil do obrubníků, vzápětí se přetočil na druhou stranu. Poté následoval náraz do pravých svodidel, odrazil se na levou stranu trati a pod téměř pravým úhlem se smýkal po svodidlech až se rozpadl na kusy a přes svodidlo zůstalo trčet jen zadní kolo a spoiler. Cevert ihned zemřel na masivní zranění způsobené nárazem a roztržením vozu. Ken Tyrrell na znamení smutku tým z Grand Prix USA odvolal. Jackie Stewart ke svému poslednímu a stému závodu nenastoupil a ukončil kariéru.
Françoisu Cevertovi bylo 29 let a 224 dní. Je pohřben na hřbitově ve vesnici Vaudelnay v Maine-et-Loire.